# Aedes domesticus
Aedes domesticus är en tvåvingeart som beskrevs av Theobald 1901. Aedes domesticus ingår i släktet Aedes och familjen stickmyggor. Inga underarter finns listade i Catalogue of Life.